# ほんみち

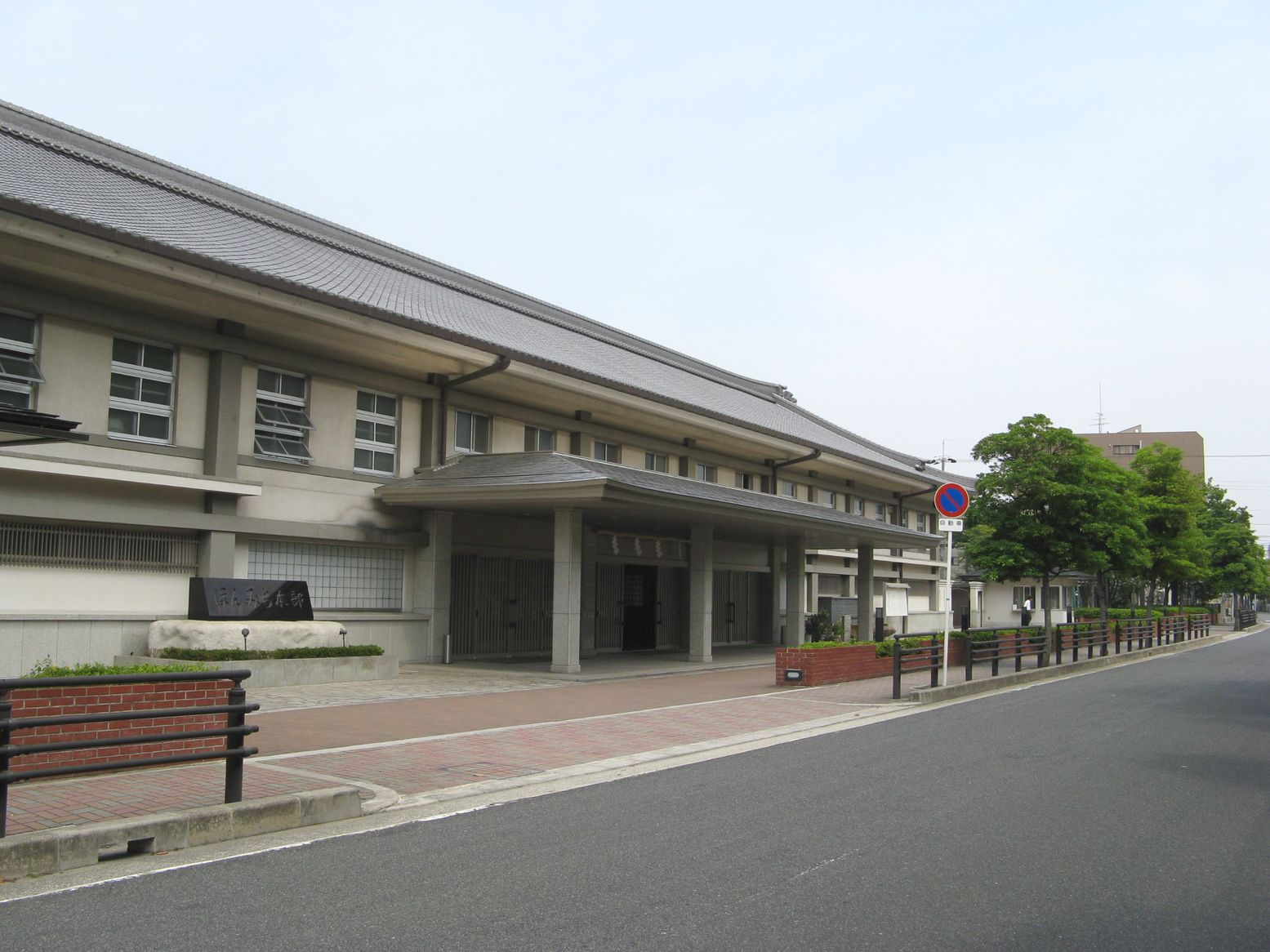
ほんみち本部

ほんみち（本道）は、1913年（大正2年）に大西愛治郎によって創始された、大阪府高石市に本部を置く新宗教。天理教からの分派。信徒数は319,031人。なお、斎藤昭吾が創立した岐阜県のほんみち (岐阜)とは別法人。大阪府泉南市に泉南神殿、施設群がある。

## 概要
天理教山口宣教所の所長であった大西愛治郎は、山口県内の教会の整理・再興の任にあたったが思うように布教や救済が進まず、焦りの中「胸調べ」と称する瞑想を行った。1913年（大正2年）7月15日、愛治郎は全裸となり、家族の衣服も剥ぎ取って、部屋の中を徘徊し始め自らを中山みきの後継者であるという啓示を受ける。「甘露台人の理」と呼ばれる。当初は甘露台が人間、ましてや自分自身とは認められない愛治郎であったが、否定すると胸が苦しくなり、居てもたってもいられなくなることから自らを甘露台であると悟るに至る。この年は天理教教祖・中山みきの115歳の定命が尽きたとされる1912年の翌年にあたり、天啓の継承者が現れるのも当然と考えた。自らが悟った内容を手紙にし、計66回に渡って教会本部や主要教会に郵送したが天理教内では受け入れられず、所属していた奈良教会は山口宣教所長の辞職勧告をする。1920年（大正9年）には賛同者も出始め、1922年（大正11年）には天理教本部へ交渉団を派遣するに至るが、ついに翌1923年(大正12年)に教師資格を剥奪し追放される。1925年（大正14年）奈良県で「おさしづ」を研究する「天理研究会」を発足させる。1928年（昭和3年）に『研究資料』を発表・配布し、それが、戦争による国家滅亡の危機を予言・警告し、昭和天皇の神格を否定する内容として、天理研究会の会員らと共に検挙される。不敬罪によって、天理研究会の解散を命じられるも、1930年（昭和5年）、大西愛治郎を精神鑑定の結果、一連の天啓が妄想の産物であるとされ無罪が大審院で判決された。1936年（昭和11年）「天理本道」と改称し、布教が本格化。大西愛治郎の嘗て居た天理教にも布教がなされた。1938年（昭和13年）『研究資料』と同趣旨の『書信』を発表・配布し、警察当局が国家体制を脅かすものとして、治安維持法違反・不敬罪違反で大西らは再び検挙された。教団に対しては結社禁止命令が、大西愛治郎に対しては無期懲役が言い渡されたが、1945年（昭和20年）に第二次世界大戦が終結すると全員免訴となった。
1946年（昭和21年）に大阪府高石市に本部所在地を移転し、1950年（昭和25年）に「ほんみち」と改称。1950年(昭和25年)11月8日、ほんみち本部は脱税容疑で家宅捜索を受けたが、出てきたのは管主の身につけていた金のフレームの眼鏡だけだった。。大西愛治郎は「中山みきの生まれ変わり」として次女・大西玉を養育したが、1962年（昭和37年）、大西玉はほんみちより「ほんぶしん」として分離・独立した。大西愛治郎の没後、孫に当たる大西泰彦が教団を率いている。その後、1977年（昭和52年）に大阪府泉南市牧野の礼拝所、泉南神殿を建設。1979年（昭和54年）に信者ではない者には未公開であった本部を公開し、1980年（昭和55年）から1984年（昭和59年）まで「ほんみち紹介のつどい」や、1989年（平成元年）からは信者同伴を条件として一般の参拝を受け入れる「ほんみち泉南神拝殿一般参拝」などが行われている。さらに、1987年（昭和62年）には本部に大規模な礼拝所を建設した。
信者の子供は高校進学をせずに中学を出たら信者になるために、泉南市の公立中学校卒業者の高校進学率は87.7％（令和4年度 大阪の学校統計 - 大阪府総務部統計課）と、大阪府内の市町村の中で圧倒的に低い。
現在ほんみちは本部の外に海外も含めて2支部5出張所を置き（その他巡教会場は多数あり）役員約6千人、信徒約30万人で組織されている。

### 天理教との相違点・類似点
天理教では信者は「ようぼく」と呼ばれるが、ほんみちでは「みち人」と呼ぶ。その一方で、個人単位の布教活動を「においがけ」、教団施設の維持管理を「ひのきしん」、神が理想とする「陽気世界」（天理教の「陽気ぐらし」と類似）に住むための精神の成長を「心のふしん」と呼ぶなど、大西愛治郎が中山みきを継承した者であると主張するように、天理教と類似点が多い。

## 法人・組織

### 教祖・教主職
教祖は大西愛治郎。現教主は大西愛治郎の孫である大西泰彦。「大西愛冶郎は大西泰彦に生まれ変わった」と称される。教主名は「甘露台」と称される。

### 参拝所
参拝所は、本部以外に泉南神殿・宇陀支部・泉南支部・中部出張所・西部出張所・明石出張所・本部直轄関東出張所など2支部5出張所がある。

## 年間の主な行事
出典:
- 元旦祭 1月1日
- ほんみち年始式 1月2日
- 開扉記念式 5月5日
- 春季大祭 5月26日
- 発祥記念祭 8月15日
- 秋季大祭 10月26日